# Malamor
Malamor es una película dramática colombiana de 2003 dirigida y escrita por Jorge Echeverry. Protagonizada por Gustavo Angarita, Fabio Rubiano, John Álex Toro, Cristina Umaña y Marcela Valencia, la cinta fue exhibida en la edición n.º 25 del Festival Internacional de Cine de Moscú.

## Sinopsis
La película narra los diez días anteriores al suicidio de una joven mujer cuya corta vida estuvo marcada por las drogas y las malas decisiones. Hache, su novio, conmocionado con la situación, se traslada a la Sierra Nevada de Santa Marta en búsqueda de tranquilidad y paz mental.

## Reparto
- Gustavo Angarita
- Fabio Rubiano
- John Álex Toro
- Cristina Umaña
- Marcela Valencia